# 6892 Lana
A 6892 Lana (ideiglenes jelöléssel (6892) 1978 VG8) a Naprendszer kisbolygóövében található aszteroida. Eleanor F. Helin és Schelte J. Bus fedezte fel 1978. november 7-én.